# ماهر ماجرى
ماهر ماجرى هو لاعب كرة قدم تونسي في مركز الوسط، ولد في 22 يناير 1986 في الكاف في تونس. شارك مع منتخب تونس لكرة القدم. أما مع النوادي، فقد لعب مع الترجي الرياضي التونسي وتنس بوروسيا برلين.